# Demarai Gray
Demarai Remelle Gray (Birmingham, 28 juni 1996) is een Engels-Jamaicaans voetballer die doorgaans als vleugelspeler speelt. Hij verruilde Everton in september 2023 voor Al-Ettifaq. Gray maakte deel uit van alle Engelse nationale jeugdteams vanaf Engeland –18, maar debuteerde in 2023 in het Jamaicaans voetbalelftal.

## Clubcarrière
Gray werd in 2005 opgenomen in de jeugdopleiding van Birmingham City. Hiervoor debuteerde hij op 1 oktober 2013 in het eerste elftal, tijdens een wedstrijd in de Championship tegen Millwall. Hij mocht na 91 minuten invallen voor Jesse Lingard. Gray tekende in december 2013 zijn eerste profcontract, waarmee hij zich tot medio 2015 aan Birmingham verbond. Hij maakte op 21 april 2014 zijn eerste doelpunt in het betaald voetbal, in een competitiewedstrijd tegen Blackburn Rovers. Gray speelde in zijn debuutjaar zeven competitieduels en groeide in 2014/15 uit tot basisspeler bij Birmingham City. Daarmee werd hij twee keer tiende in de Championship.
Gray verruilde Birmingham City op 4 januari 2016 voor Leicester City, dat 5,1 miljoen euro voor hem betaalde. Hiervoor debuteerde hij twaalf dagen later in de Premier League. Hij viel toen in uit bij Aston Villa. Hij mocht dat seizoen twaalf speelronden meedoen, op-een-na allemaal als invaller. In die rol maakte hij deel uit van het Leicester City dat in 2016/17 voor het eerst in het bestaan van de club landskampioen werd. Gray bleef ook hoofdzakelijk invaller bij Leicester tot de club eind 2018 Claude Puel aanstelde als nieuwe coach. Vanaf dat moment stond hij regelmatig in de basis. Daar kwam weer een einde aan toen Puel in februari 2019 werd ontslagen en Brendan Rodgers aantrad. Leicester City kwam in die tijd niet meer in de buurt van de bovenste posities in de Premier League en eindigde steevast ergens in de middenmoot.
Gray kwam in 2019/20 vrijwel alleen nog binnen de lijnen als invaller bij Leicester en zelfs dat mocht hij in de eerste seizoenshelft van 2020/21 maar één keer. Hij vertrok in januari 2021 naar Bayer Leverkusen. Hier debuteerde hij met een invalbeurt thuis tegen VfB Stuttgart, waarbij hij na tien minuten de 5–2 eindstand op het bord bracht. Gray speelde in tien van de resterende vijftien speelronden van de Bundesliga dat jaar.
Gray tekende na een halfjaar in Duitsland in juli 2021 voor drie seizoenen bij Everton. Hier maakte Rafael Benítez hem meteen basisspeler. Dat bleef hij daarna ook onder Frank Lampard en Sean Dyche. Everton maakte in die periode sportief zware tijden door. Het eindigde in zowel 2021/22 als 2022/23 maar net boven de degradatiezone. Gray zorgde daarbij voor een paar cruciale punten, onder meer door op 6 december 2021 het winnende doelpunt te maken tegen Arsenal, in augustus 2022 de gelijkmaker tegen Nottingham Forest en in december 2022 die tegen Manchester City.
Gray verruilde Everton in september 2023 voor Al-Ettifaq, waar hij voor vier jaar tekende. Hiermee was hij een van tal van voetballers die in de zomer van 2023 van een Europese competitie naar Saoedi-Arabië vertrokken. Zo haalde Al-Ettifaq eerder die periode ook Jordan Henderson en Moussa Dembélé naar de Saudi Pro League.

## Clubstatistieken
| Seizoen     | Club             | Competitie     | Competitie | Competitie | Beker | Beker | Internationaal | Internationaal | Totaal | Totaal |
| Seizoen     | Club             | Competitie     | Wed.       | Dlp.       | Wed.  | Dlp.  | Wed.           | Dlp.           | Wed.   | Dlp.   |
| ----------- | ---------------- | -------------- | ---------- | ---------- | ----- | ----- | -------------- | -------------- | ------ | ------ |
| 2013/14     | Birmingham City  | Championship   | 7          | 1          | 2     | 0     | —              | —              | 9      | 1      |
| 2014/15     | Birmingham City  | Championship   | 41         | 6          | 2     | 0     | —              | —              | 43     | 6      |
| 2015/16     | Birmingham City  | Championship   | 24         | 1          | 2     | 0     | —              | —              | 26     | 1      |
| Club totaal | Club totaal      | Club totaal    | 72         | 8          | 6     | 0     | 0              | 0              | 78     | 8      |
| 2015/16     | Leicester City   | Premier League | 12         | 0          | 2     | 0     | —              | —              | 14     | 0      |
| 2016/17     | Leicester City   | Premier League | 30         | 1          | 5     | 1     | 5              | 0              | 40     | 2      |
| 2017/18     | Leicester City   | Premier League | 35         | 3          | 9     | 1     | —              | —              | 44     | 4      |
| 2018/19     | Leicester City   | Premier League | 34         | 4          | 5     | 0     | —              | —              | 39     | 4      |
| 2019/20     | Leicester City   | Premier League | 21         | 2          | 8     | 1     | —              | —              | 29     | 3      |
| 2020/21     | Leicester City   | Premier League | 1          | 0          | 1     | 0     | —              | —              | 2      | 0      |
| Club totaal | Club totaal      | Club totaal    | 133        | 10         | 30    | 3     | 5              | 0              | 168    | 13     |
| 2020/21     | Bayer Leverkusen | Bundesliga     | 10         | 1          | 0     | 0     | 2              | 0              | 12     | 1      |
| Club totaal | Club totaal      | Club totaal    | 10         | 1          | 0     | 0     | 2              | 0              | 12     | 1      |
| 2021/22     | Everton          | Premier League | 34         | 5          | 5     | 1     | —              | —              | 39     | 6      |
| 2022/23     | Everton          | Premier League | 33         | 4          | 3     | 2     | —              | —              | 36     | 6      |
| Club totaal | Club totaal      | Club totaal    | 67         | 9          | 8     | 3     | 0              | 0              | 75     | 12     |

Bijgewerkt t/m 7 september 2023

## Erelijst
| Kampioen Premier League | 1x | 2015/16 |

## Interlandcarrière
Gray maakte deel uit van verschillende Engelse nationale jeugdselecties vanaf Engeland –18. Hij nam met Engeland –21 deel aan zowel het EK –21 van 2017 als het EK –21 van 2019. Hij behoorde op 11 september 2018 tot de selectie van het Engels voetbalelftal tijdens een oefeninterland tegen Zwitserland, maar kwam hierin niet in actie. Gray debuteerde op 25 juni 2023 in het Jamaicaans voetbalelftal. Bondscoach Heimir Hallgrímsson zette hem toen meteen in de basis tijdens de eerste speelronde van de Gold Cup 2023. Gray stond ook aan de aftrap in de andere vier wedstrijden die Jamaica dit toernooi speelde. Hij scoorde twee keer in de groepswedstrijd tegen Trinidad en Tobago.